# Sranda na objednávku
Sranda na objednávku (v anglickém originále Dial "N" For Nerder) je 17. díl 19. řady (celkem 414.) amerického animovaného seriálu Simpsonovi. Scénář napsali Carolyn Omineová a William Wright a díl režíroval Bob Anderson. V USA měl premiéru dne 9. března 2008 na stanici Fox Broadcasting Company a v Česku byl poprvé vysílán 10. května 2009 na stanici ČT2.

## Děj
Homer a Marge jsou v posteli a chystají se na pohlavní styk, ale Homer je na to příliš obézní. Když přijde druhý den večer domů na večeři, Homer s překvapením zjistí, že Marge najala bývalou dietoložku Betsy Bidwellovou. Ta nasadí Homerovi přísnou dietu, která se skládá výhradně z paprik. Ačkoli se zdá, že Homer dietu drží, přibere tři kila, a Marge má podezření, že podvádí. Později, když se děti dívají na televizi, uvidí Marge reklamu na televizní pořad s názvem Sneakers, parodii na Cheaters určenou pro páry, které se navzájem podvádějí. Hlas v reklamě říká, aby v případě podezření na nevěru zavolali na horkou linku Sneakers, což Marge dojde, že může využít k tomu, aby zjistila něco o Homerovi. 
Bart a Líza, které Marge pošle ven z domu, aby mohla zavolat „dospělým“ do Sneakers, si prohlédnou Springfieldský národní park. Na vrcholku hory objeví Martina, který vykopává hroty šípů. Zatímco se k němu Líza připojí, frustrovaný Bart si z Martina vystřelí. Ukradne Melovi kost a Bart zakope ji. Martin ji najde a myslí si, že jde o skutečný artefakt. Bart poté zatáhne za provázek spojený s kostí, ta vyletí vzhůru a praští Martina do hlavy. Ten zakopne o okraj útesu a spadne na menší římsu. Líza vezme dlouhý klacek a řekne mu, aby se ho chytil, ale nechtěně ho shodí z římsy a on spadne do stromů na úpatí útesu. Oba se vracejí domů v domnění, že Martina zabili, a cítí se provinile a nevědí, co mají dělat. Ve zprávách Kent Brockman oznámí, že Martin zmizel a je považován za mrtvého. Náčelník Wiggum říká, že když Martin přistál, sežrala ho puma. Bart, jenž se cítí provinile, chce přiznat svůj zločin, aby za něj zaplatil, ale Líza, která se bojí, že půjde do vězení za spoluvinu, ho přesvědčí, aby mlčel. Homer se chystá odejít z domu a tvrdí, že jde v sobotu do práce. Marge zavolá Sneakers, což přiměje nedalekou dodávku plnou agentů Sneakers, aby Homera pronásledovali. 
Ve školní tělocvičně se koná vzpomínková akce na Martina. Nelson si uvědomí, že Martin měl strach z výšek, takže by pro něj bylo neobvyklé být na vrcholu útesu. Nelson se vydává do Springfieldského národního parku a objeví Melovu kost na provázku. Mezitím agenti Sneakers zachytí video, na kterém je Homer, jak jde do restaurace. Marge se potvrdí její podezření vůči Homerovi, ale uvědomí si, že lidem z reality show na jejich manželství nezáleží, a když už, tak se ho snaží zničit. Odejde z pořadu a obejme Homera, zatímco moderátor odejde a sestříhá epizodu tak, aby Marge vypadala jako blázen. 
Nelson podezřívá Barta a Lízu, že jsou do Martinova zmizení zapleteni. Bart se po přečtení Martinova deníku vydá do Martinova skleníku, aby dokončil svůj projekt s motýly. Líza ho následuje a společně projekt dokončí. V tu chvíli se automaticky přehraje Martinova nahrávka loutnového sóla, která se má spustit, když se vylíhnou motýli. Líza je vyděšená a spěšně kazetu zastaví, ale stejná melodie loutny začne hrát znovu. Pocit viny se pro ně stane příliš nesnesitelným a Líza se k vraždě nahlas přizná. Objeví se Nelson, který hraje na loutnu, zachytí Lízino přiznání na kazetu a chystá se je udat policii, právě když se objeví Martin. Ten vypráví, jak pád přežil díky svému spodnímu prádlu s mimořádně odolnou gumou. Ta se mu zachytila o větev stromu a pak ho puma stáhla za oblečení a odhodila ho na ostrůvek uprostřed jezera, kde strávil hodinu výrobou voru a tři dny výrobou skromné sukně. Ačkoliv Nelson Martina za dovádění v sukni praští, je rád, že je naživu, a řekne Bartovi a Líze, že doufá, že se poučili. Líza dojde k závěru, že pod nevinným vzhledem se skrývá temný, zvrácený člověk, a Bart souhlasí, že zabít šprta není legrace. Nelson pak popřeje divákům seriálu dobrou noc a závěr napodobuje úvodní část The NBC Mystery Movie s Nelsonem Muntzem jako Columbem, doktorem Dlahou jako Quincym, M.E., bohatým Texasanem jako McCloudem a panem Burnsem a Smithersem jako McMillanem a manželkou.

## Kulturní odkazy
Skladba hraná na kazetovém přehrávači Sanyo a Nelsonem uvnitř Martinovy motýlí komory je „Preludium c moll pro loutnu (BWV 999)“ od Johanna Sebastiana Bacha (provedené na kytaru a transponované do d moll). Když Martin v retrospektivě vysvětluje, jak přežil, je na něm vidět, jak padá mezi stromy podobně jako ve filmu Karcoolka z roku 2005. Závěrečná pasáž kopíruje úvod The NBC Mystery Movie. Nelsonovo vyšetřování Martinova zmizení je parodií na seriál Columbo.

## Přijetí
Epizoda byla velmi pozitivně přijata, sledovalo ji 7,3 milionu diváků a její podíl na publiku byl 10 %.
Richard Keller z TV Squad řekl, že to byla „docela dobrá epizoda“. Domníval se, že „přidání Nelsona jako vyšetřovatele spiknutí byl zajímavý tah ze strany producentů“ a že Homerova podzápletka byla „zábavná a lepší než zápletka s půjčeným autem, kterou měl“ (odkaz na díl Skrytá identita).
Robertu Canningovi z IGN se epizoda velmi líbila a udělil jí své druhé nejvyšší hodnocení v této řadě, 8,5 z 10. Uvedl, že epizoda „byla jednoduše nejlepší z celé řady. V dílu nebyl jediný moment, který by nefungoval.“ Dále napsal, že „zatímco zápletka s dietním podvodem byla skvělá hloupá zábava, díky zmatku, kterým Bart a Líza prošli, byla tato epizoda opravdu vynikající“. Na závěr uvedl, že to byla prostě fantastická epizoda.
Patrick D. Gaertner ze serveru Puzzled Pagan napsal: „Tento díl se mi opravdu líbil. Upřímně mi to trochu připomnělo minulý dál Věčný stín Simpsonovy mysli. Obě epizody jsou opravdu zvláštní a mají strukturu, kterou v epizodách Simpsonových běžně neuvidíte, aby vyprávěly typ příběhu, který obvykle nevyprávějí. V tomto dílu jsme se dočkali doslova bláznivé zápletky s tajemnou vraždou, ale ze strany vrahů. To by bylo jako sledovat epizodu Leváka Boba. Pravda, ve skutečnosti se z nich vrazi nevyklubali, ale bylo šílené sledovat, jak se Bart a Líza vyrovnávají s pocitem viny a hanby, že byli svědky a možná i strůjci zločinu, který vedl ke smrti jejich kamaráda. Navíc nápad, aby se Nelson stal Columbem a začal případ vyšetřovat, byl naprostou lahůdkou. Jediné, co mi na této epizodě vadilo, byla ta béčková zápletka. Tahle epizoda tuhle zápletku nepotřebovala. Nápad, že Homer podvádí při dietě a pronásleduje ho reality show, aby to dokázal, není špatný nápad, ale v této epizodě mi to rozhodně přišlo špatně. Střih od rozhovoru Barta a Lízy o vraždě, kterou možná spáchali, k tomu, že vidíme Homera, jak tajně jí jídlo, má až příliš velký bič a působil opravdu divně. Epizody s pouhou ústřední zápletkou se nedělají často, ale myslím, že by to tónu této epizody opravdu pomohlo. Ale bez ohledu na to je to skvělý díl, který se mi docela líbil.“.
Homerův citát: „Čas večeře! Perfektní přestávka mezi prací a opilstvím.“ byl zařazen na seznam nejlepších citátů týdne časopisu Entertainment Weekly.